# Mohammad Baghdadi
Mohammad Baghdadi (* 30. Oktober 1996 in Hannover) ist ein deutscher Fußballspieler, der neben der deutschen auch die Staatsangehörigkeit des Libanon besitzt. Zurzeit steht er beim VfV 06 Hildesheim unter Vertrag.

## Karriere
Baghdadi begann bei der DJK TuS Marathon in Hannover seine fußballerische Karriere. Über den SV Kleeblatt Stöchen kam er zum SC Langenhagen. Indes wurde Eintracht Braunschweig auf den Verteidiger aufmerksam und im Sommer 2012 wechselte Baghdadi zur B-Jugend des Vereins. In Braunschweig durchlief er die U17 und die U19 und wurde zur Saison 2014/15 in den Profikader des Zweitligisten aufgenommen. Er hatte es schwer, sich bei den Profis durchzusetzen; zudem stoppte ihn ein Innenbandriss im Knie, sodass er vor allem in der U23 und U19 des Vereins zum Einsatz kam. Sein Profidebüt gab er am letzten Spieltag der Saison, als er in der Partie beim 1. FC Union Berlin, die mit 0:2 verloren ging, in der 73. Minute für Kapitän Marc Pfitzner eingewechselt wurde. Im Sommer 2017 wechselte er nach England zu den Bristol Rovers in die 3. englische Liga. Von dort wurde er im Oktober 2017 für zwei Monate an den Siebtligisten Dorchester Town FC verliehen. Im Januar 2018 erfolgte eine zweimonatige Leihe zum Sechstligisten Poole Town FC. Danach wurde er für einen Monat an den Ligakonkurrenten Weston-super-Mare AFC verliehen. Im April 2018 wurde er zu seinem Verein zurückgerufen und debütierte schließlich dort auch in der 3. englischen Liga. Im November 2018 erfolgte eine weitere einmonatige Leihe zum Sechstligisten Bath City. Im Januar 2019 einigte er sich mit seinem Verein auf eine Vertragsauflösung und wechselte daraufhin zurück nach Deutschland zum Regionalligisten Eintracht Norderstedt. Nach drei Ligaspielen wechselte er im Sommer 2019 zum Oberligisten VfV 06 Hildesheim.